# 정의여학교
정의여학교(正義女學校)는 1896년에 미국 감리교 선교부가 평양에 설립한 기독교계 여자사립학교이다. 제1차 조선교육령에 의해 1918년에 정의여자고등보통학교로 인가받았으며, 1938년에는 제3차 조선교육령에 따라 정의고등여학교로 교명을 변경했다.